# Internazionali d'Italia 2020
Gli Internazionali d'Italia 2020 sono stati un torneo di tennis giocato su campi in terra rossa. Si è trattato della 77ª edizione degli Internazionali d'Italia, classificati come ATP Tour Masters 1000 nell'ambito dell'ATP Tour 2020 e come WTA Premier 5 nel WTA Tour 2020. Tutti gli incontri si sono giocati al Foro Italico, a Roma, in Italia, dal 14 al 21 settembre 2020. Originariamente previsto dal 10 al 17 maggio 2020, sono stati rinviati a settembre dopo la sospensione del tour a causa della pandemia di COVID-19.
Le teste di serie sono state determinate tenendo conto del ranking dei giocatori al 16 marzo, ultima data valida prima della sospensione del tour.

## Partecipanti ATP

### Teste di serie
| Nazionalità | Giocatore             | Ranking* | Testa di serie |
| ----------- | --------------------- | -------- | -------------- |
| Serbia      | Novak Đoković         | 1        | 1              |
| Spagna      | Rafael Nadal          | 2        | 2              |
| Grecia      | Stefanos Tsitsipas    | 6        | 3              |
| Italia      | Matteo Berrettini     | 8        | 4              |
| Francia     | Gaël Monfils          | 9        | 5              |
| Belgio      | David Goffin          | 10       | 6              |
| Italia      | Fabio Fognini         | 12       | 7              |
| Argentina   | Diego Schwartzman     | 13       | 8              |
| Russia      | Andrej Rublëv         | 14       | 9              |
| Svizzera    | Stan Wawrinka         | 15       | 10             |
| Russia      | Karen Chačanov        | 16       | 11             |
| Canada      | Denis Shapovalov      | 17       | 12             |
| Canada      | Milos Raonic          | 18       | 13             |
| Cile        | Cristian Garín        | 19       | 14             |
| Bulgaria    | Grigor Dimitrov       | 20       | 15             |
| Canada      | Félix Auger-Aliassime | 21       | 16             |

* Ranking al 31 agosto 2020.

### Altri partecipanti
I seguenti giocatori hanno ricevuto una wild card per il tabellone principale:
- Jannik Sinner
- Gianluca Mager
- Stefano Travaglia
- Salvatore Caruso

Il seguente giocatore è entrato in tabellone con il ranking protetto:
- Kevin Anderson

I seguenti giocatori sono passati dalle qualificazioni:

- Tennys Sandgren
- Dominik Koepfer
- Marco Cecchinato
- Lorenzo Musetti
- Federico Coria
- Facundo Bagnis
- Pedro Martínez
- Alejandro Davidovich Fokina

### Ritiri
Prima del torneo
- John Isner → sostituito da  Marin Čilić
- Daniil Medvedev → sostituito da  Lorenzo Sonego
- Roberto Bautista Agut → sostituito da  Yoshihito Nishioka
- Dominic Thiem → sostituito da  Richard Gasquet
- Alexander Zverev → sostituito da  Aleksandr Bublik

## Partecipanti WTA

### Teste di serie
| Nazionalità | Giocatrice          | Ranking* | Testa di serie |
| ----------- | ------------------- | -------- | -------------- |
| Romania     | Simona Halep        | 2        | 1              |
| Rep. Ceca   | Karolína Plíšková   | 3        | 2              |
| Stati Uniti | Sofia Kenin         | 4        | 3              |
| Ucraina     | Elina Svitolina     | 5        | 4              |
| Paesi Bassi | Kiki Bertens        | 7        | 5              |
| Svizzera    | Belinda Bencic      | 10       | 6              |
| Regno Unito | Johanna Konta       | 13       | 7              |
| Croazia     | Petra Martić        | 15       | 8              |
| Spagna      | Garbiñe Muguruza    | 16       | 9              |
| Kazakistan  | Elena Rybakina      | 17       | 10             |
| Belgio      | Elise Mertens       | 18       | 11             |
| Rep. Ceca   | Markéta Vondroušová | 19       | 12             |
| Stati Uniti | Alison Riske        | 20       | 13             |
| Estonia     | Anett Kontaveit     | 21       | 14             |
| Germania    | Angelique Kerber    | 23       | 15             |
| Croazia     | Donna Vekić         | 24       | 16             |

* Ranking al 31 agosto 2020.

### Altre partecipanti
Le seguenti giocatrici hanno ricevuto una wild card per il tabellone principale:
- Elisabetta Cocciaretto
- Camila Giorgi
- Jasmine Paolini
- Venus Williams
- Vera Zvonarëva

Le seguenti giocatrici sono passate dalle qualificazioni:

- Misaki Doi
- Anna Blinkova
- Kaja Juvan
- Arantxa Rus
- Aliona Bolsova
- Dar'ja Kasatkina
- Irina-Camelia Begu
- Danka Kovinić

### Ritiri
Prima del torneo
- Zheng Saisai → sostituita da  Catherine Bellis
- Bianca Andreescu → sostituita da  Jil Teichmann
- Ashleigh Barty → sostituita da  Anastasija Sevastova
- Madison Keys → sostituita da  Caroline Garcia
- Petra Kvitová → sostituita da  Marie Bouzková
- Karolína Muchová → sostituita da  Iga Świątek
- Naomi Ōsaka → sostituita da  Kateřina Siniaková
- Aryna Sabalenka → sostituita da  Rebecca Peterson
- Maria Sakkarī → sostituita da  Cori Gauff
- Serena Williams → sostituita da  Bernarda Pera

Durante il torneo
- Dar'ja Kasatkina
- Julija Putinceva

## Punti
| Evento              | V    | F   | SF  | QF  | 3T   | 2T  | 1T | Q    | Q2   | Q1   |
| Singolare maschile  | 1000 | 600 | 360 | 180 | 90   | 45  | 10 | 25   | 16   | 0    |
| Doppio maschile     | 1000 | 600 | 360 | 180 | N.D. | 45  | 0  | N.D. | N.D. | N.D. |
| Singolare femminile | 900  | 585 | 350 | 190 | 105  | 60  | 1  | 30   | 20   | 1    |
| Doppio femminile    | 900  | 585 | 350 | 190 | N.D. | 105 | 1  | N.D. | N.D. | N.D. |

## Montepremi
| Evento              | V        | F        | SF       | QF      | 3T      | 2T      | 1T      | Q       | Q2     | Q1     |
| Singolare maschile  | €205 200 | €150 000 | €100 000 | €75 000 | €61 000 | €57 490 | €21 190 | €10 870 | €5 470 | €3 000 |
| Singolare femminile | €205 190 | €150 000 | €80 000  | €37 910 | €19 355 | €13 745 | €9 000  | N.D.    | €5 746 | €3 000 |
| Doppio maschile     | €58 860  | €49 000  | €39 000  | €30 000 | N.D.    | €20 990 | €11 140 | N.D.    | N.D.   | N.D.   |
| Doppio femminile    | €62 520  | €40 000  | €25 000  | €12 903 | N.D.    | €8 000  | €6 040  | N.D.    | N.D.   | N.D.   |

## Campioni

### Singolare maschile
Novak Đoković ha sconfitto in finale  Diego Schwartzman con il punteggio di 7-5, 6-3.
- È l'ottantunesimo titolo in carriera per Đoković, il quarto della stagione ed il quinto qui a Roma.

### Singolare femminile
Simona Halep ha sconfitto in finale  Karolína Plíšková con il punteggio di 6-0, 2-1 rit.
- È il ventiduesimo titolo in carriera per Halep, terzo della stagione.

### Doppio maschile
Marcel Granollers /  Horacio Zeballos hanno sconfitto in finale  Jérémy Chardy /  Fabrice Martin con il punteggio di 6-4, 5-7, [10-8].

### Doppio femminile
Hsieh Su-wei /  Barbora Strýcová hanno sconfitto in finale  Anna-Lena Friedsam /  Ioana Raluca Olaru con il punteggio di 6-2, 6-2.